# Dolni Iuruți, Kărdjali
Dolni Iuruți (în bulgară Долни Юруци) este un sat în comuna Krumovgrad, regiunea Kărdjali,  Bulgaria. 

## Demografie
Componența etnică a satului Dolni Iuruți
     Bulgari (44,82%)
     Nicio identificare (55,17%)
     Altele (0%)
La recensământul din 2011, populația satului Dolni Iuruți era de 29 locuitori. Nu există o etnie majoritară, locuitorii fiind  și bulgari (44,82%). Pentru 55,17% din locuitori nu este cunoscută apartenența etnică.